# ديلايتوسا
بلدية ديلايتوسا (بالإسبانية: Deleitosa)‏، هي بلدية تقع في مقاطعة قصرش والتي تقع في منطقة إكستريمادورا، غرب إسبانيا.
يبلغ عدد سكانها 880 نسمة وفقاً لإحصائية سنة (2002).